# Udarni ovan
Udarni ovan se koristio većinom za probijanje vrata, a rijetko za probijanje slabih zidova. Vrlo je jednostavne građe i obično se pravio po potrebi, materijala je bilo svuda. Sastoji se od jednog brvna koji može biti na kotačima (a ne mora) i daskama postavljenim iznad radi zaštite od strijela, kamenja, vrelog ulja. Potrebno je više snažnih ljudi za primjenu. Ti bi se ljudi zaletili i brvnom razvaljivali vrata. Prestankom korištenja zamkova ovan prelazi u policijsku upotrebu radi razvaljivanja manjih vrata.